# Strada provinciale 1 del Lago di Caldonazzo
La strada provinciale 1 del Lago di Caldonazzo (SP 1) è una strada provinciale italiana della provincia autonoma di Trento. La strada percorre la costa ovest dell'omonimo lago e collega tutte le località presenti su di essa, con una lunghezza complessiva di 10,278 chilometri.

## Percorso

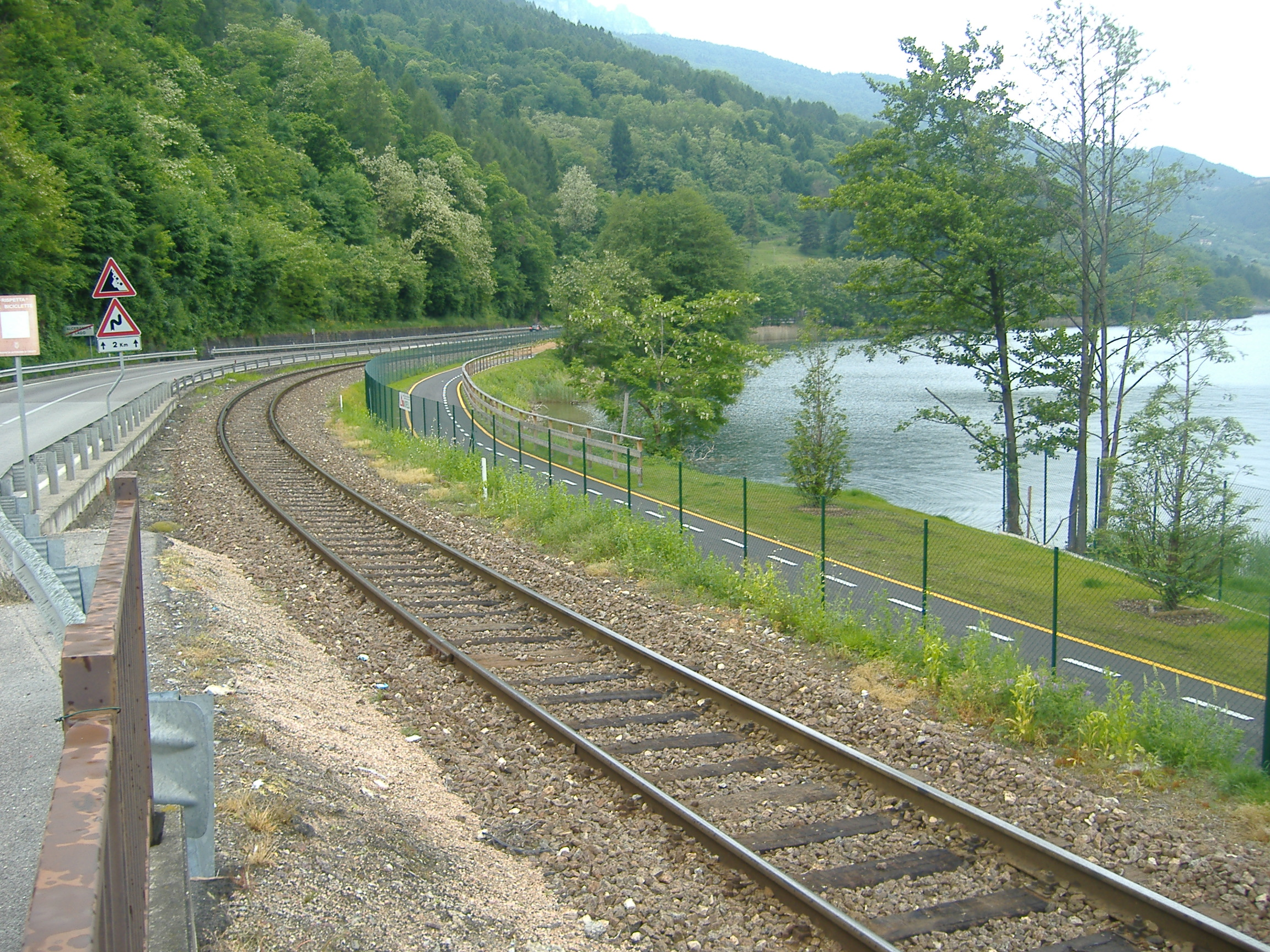
SP 1 del Lago di Caldonazzo affiancata alla Ferrovia della Valsugana e alla pista ciclabile nei pressi di Calceranica al Lago

La strada nell'intero percorso è affiancata dalla Ferrovia della Valsugana (Trento-Venezia) e fino a Calceranica al Lago da una pista ciclabile che percorre la sponda ovest, mentre nel lato opposto del lago si trova la SS 47 della Valsugana.
La strada inizia alla frazione di San Cristoforo al Lago a sud del comune di Pergine Valsugana dove è anche presente un bivio che collega la SS 47 e prosegue in direzione sud, dove incontra diverse località come Valcanover, Calceranica al Lago (dove è presente un bivio per la SP 1 dir per Bosentino) e Caldonazzo (dove è presente un bivio per la SP 133 di Monterovere per raggiungere gli Altipiani Cimbri passando per la Strada del Menador).
Superato quest'ultimo comune posto nella parte sud del lago, la strada prosegue in direzione est dove incontra un bivio per la SS 47 della Valsugana ed infine proseguendo si trova il centro abitato di Levico Terme.

## Diramazione per Bosentino
La strada provinciale 1 dir del Lago di Caldonazzo diramazione Bosentino (SP 1 dir), o semplicemente Ramale di Bosentino è una strada provinciale italiana della provincia autonoma di Trento che con una lunghezza di 4,331 chilometri, collega la SP 1 a Calceranica con la SS 349 nei pressi di Vigolo Vattaro, passando per Bosentino.
L'inizio è posto ad una rotonda al centro di Calceranica al Lago sulla SP 1, e procede in direzione ovest dove fin da subito inizia la sua salita con tornanti. Una volta raggiunto il centro abitato di Bosentino la strada prosegue con una lieve pendenza fino all'arrivo ad una rotonda incrociando la SS 349 di Val d'Assa e Pedemontana Costo, dove in direzione nord è situato il centro abitato di Vigolo Vattaro e Trento, mentre a sud la strada continua in direzione Lavarone-Asiago-Vicenza.

## Pericolosità della strada
La strada nonostante si presenti senza problemi di spazio è conosciuta anche per il suo gran numero di incidenti, di cui se ne registrano molti mortali.Anche secondo i dati Aci raccolti sulle strade provinciali, essa risulta essere una delle strade più pericolose della Provincia ed è stata quella con il numero più alto di incidenti nel 2017.